# Geografia Wallis i Futuny

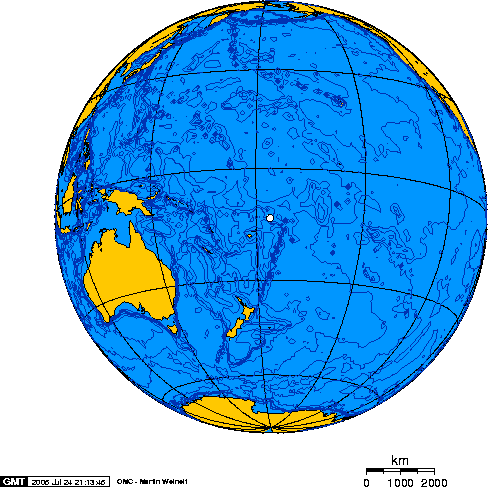
Położenie wysp

Wallis i Futuna są zamorską wspólnotą terytorialną Francji, które leżą w zachodniej części Oceanu Spokojnego. Wyspy wchodzą w skład Polinezji i różnią się między sobą pod względem rzeźby terenu, znajdując się w strefie tropikalnego klimatu.

## Powierzchnia i położenie wysp
Powierzchnia – 274 km²

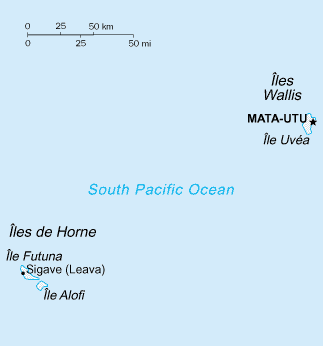
Mapa wysp

Położenie wysp – Uvéa (Wallis) 13°17′S i 176°12′W, 14°16′S i 178°08′W. Te dwie główne wyspy leżą między archipelagiem Fidżi, a Samoa.
Linia brzegowa – 129 km

## Ukształtowanie poziome
Terytorium Wallis i Futuna składa się z dwóch grup wysp oddalonych od siebie o 210 km. W skład Wallis o powierzchni 159 km² wchodzą: największa wyspa Uvéa zwana też Wallis i przybrzeżne wysepki takie jak Nukuloa, Nukuteatea, Nukutapu i inne niewielkie wysepki rafowe. W skład Wysp Hoorn wchodzą: Futuna, Alofi i skały Samaruma. Największa Wyspa Wallis ma dobrze rozwiniętą linię brzegową i jest otoczona barierą raf koralowych, przez co wyspa jest trudno dostępna dla żeglugi morskiej. Futuna i sąsiednia Alofi mają słabo urozmaiconą linię brzegową i są częściowo otoczone przez rafy koralowe, od zachodu i południa. Wybrzeże dwóch grup wysp różni się. Uvéa ma wybrzeże niskie, koralowe, gdzie wody między barierą raf koralowych a wyspą są bardzo płytkie. Futuna cechuje się wysokim wybrzeże, gdzie występują odcinki klifowe. Na sąsiednie Alofi, wybrzeże jest niskie i usiane w większości piaszczystymi plażami.

## Budowa geologiczna i rzeźba

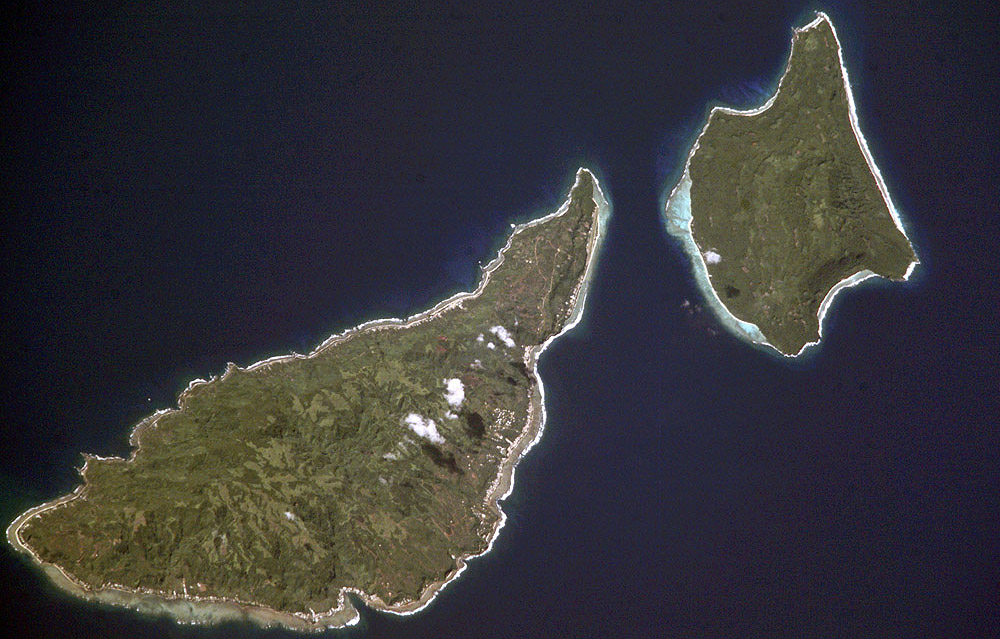
Futuna i Alofi widziane z kosmosu

Główne wyspy są pochodzenia wulkanicznego i zostały wydźwignięte na niewielką wysokość. Mniejsze wyspy otaczające Wallis są wyspami koralowymi, które powstały w okresie czwartorzędu. Grupa Wallis i Futuna różnią się od siebie pod względem rzeźby terenu. Uvéa jest wybitnie nizinna, gdzie średnia wysokość wynosi 20–30 m n.p.m. Najwyższy punkt ma 45 m n.p.m. Krajobraz wyspy to większości równiny, gdzie znajdują się niewielkie, łagodne wzgórza. Futuna jest wyspą górzystą z przeciętną wysokością 200–400 m n.p.m., gdzie najwyższy punkt to Mont Singavi mający 765 m n.p.m. Całą wyspę wypełniają niskie góry. Alofi jest mniej górzysta, gdzie Mont Kolafau osiąga 412 m n.p.m.

## Klimat
Wyspy leżą w strefie klimatu podrównikowego wilgotnego, kształtowane przez południowo-wschodnie pasaty. Temperatury są typowe dla klimatu równikowego i wynoszą średnia 26 °C, gdzie dobowe i roczne różnice są niewielkie. Opady są wysokie, ale największa ich ilość przypada na miesiące letnie: listopad-kwiecień. Średnia opadowa wynosi od 2500 do 3000 mm. W okresie zimowym występuje okres pory suchej, ale w tym czasie także występują opady. Przez cały rok utrzymuje się wysoka wilgotność powietrza wynosząca 80%.

## Wody
Sieć rzeczna jest uboga, ograniczona do niewielkich rzek mających postać głównie strumieni. Na Uvéa występuje kilka niewielkie jezior pochodzenia wulkanicznego, największe Lac Lalolao. Mniejsze wyspy są pozbawione wód powierzchniowych.

## Flora i fauna
Region wysp porastają niewielkie obszary lasów tropikalnych, z drzewiastymi paprociami, pandanowce i palmy kokosowe. Mniejsze wyspy, koralowe są gęsto porośnięte roślinnością tropikalną. Liczne są podmorskie koralowce. Wiele gatunków roślin tropikalnych ma duże znaczenie w rolnictwie, należą do nich m.in. bananowce, drzewo chlebowe i wiele innych.
Fauna ogranicza się do ptaków, głównie morskich do zwierząt żyjących w morzu, gdzie występuje wiele gatunków skorupiaków, ryb, a także ssaków morskich.